# Campionatul European de Volei Feminin din 1967
Campionatul European de Volei Feminin din 1967 a fost a șaptea ediție a Campionatului European de Volei organizată de CEV. A fost găzduită de Turcia din 18 octombrie până în 25 octombrie 1967. Orașele gazdă au fost Ankara, Istanbul, Adana și Izmir. La turneu au participat 15 echipe naționale și victoria finală a revenit Uniunii Sovietice pentru a șasea oară, a treia oară consecutiv. 

## Echipe
| - Belgia - Bulgaria - Cehoslovacia - Elveția - Israel | - Italia - Țările de Jos - Polonia - RDG - RFG | - România - Suedia - Turcia - Ungaria - Uniunea Sovietică |

## Componența grupelor
| Grupa A - RDG - Ungaria - Italia - România | Grupa B - Bulgaria - Israel - Suedia - Turcia | Grupa C - RFG - Belgia - Polonia - Cehoslovacia | Grupa D - Țările de Jos - Elveția - Uniunea Sovietică |

## Faza preliminară

### Grupa A
| L | Echipa  | P | M | V | Î | SC | SP | Ratio | PP  | PÎ  | Ratio |
| - | ------- | - | - | - | - | -- | -- | ----- | --- | --- | ----- |
| 1 | RDG     | 5 | 3 | 2 | 1 | 6  | 3  | 2,000 | 126 | 88  | 1,432 |
| 2 | Ungaria | 5 | 3 | 2 | 1 | 6  | 3  | 2,000 | 115 | 91  | 1,264 |
| 3 | România | 5 | 3 | 2 | 1 | 6  | 3  | 2,000 | 119 | 103 | 1,155 |
| 4 | Italia  | 3 | 3 | 0 | 3 | 0  | 9  | 0,000 | 57  | 135 | 0,422 |

### Grupa B
| L | Echipa   | P | M | V | Î | SC | SP | Ratio | PP  | PÎ  | Ratio |
| - | -------- | - | - | - | - | -- | -- | ----- | --- | --- | ----- |
| 1 | Bulgaria | 6 | 3 | 3 | 0 | 9  | 0  | MAX   | 135 | 32  | 4,219 |
| 2 | Israel   | 5 | 3 | 2 | 1 | 6  | 4  | 1,500 | 107 | 102 | 1,049 |
| 3 | Turcia   | 4 | 3 | 1 | 2 | 4  | 6  | 0,667 | 17  | 126 | 0,849 |
| 4 | Suedia   | 3 | 3 | 0 | 3 | 0  | 9  | 0,000 | 46  | 135 | 0,341 |

### Grupa C
| L | Echipa       | P | M | V | Î | SC | SP | Ratio | PP  | PÎ  | Ratio   |
| - | ------------ | - | - | - | - | -- | -- | ----- | --- | --- | ------- |
| 1 | Polonia      | 6 | 3 | 3 | 0 | 9  | 2  | 4,500 | 150 | 66  | 2,273   |
| 2 | Cehoslovacia | 5 | 3 | 2 | 1 | 8  | 3  | 2,667 | 145 | 70  | 2,071   |
| 3 | RFG          | 4 | 3 | 1 | 2 | 3  | 6  | 0,500 | 56  | 120 | 0,67849 |
| 4 | Belgia       | 3 | 3 | 0 | 3 | 0  | 9  | 0,000 | 40  | 135 | 0,296   |

### Grupa D
| L | Echipa        | P | M | V | Î | SC | SP | Ratio | PP | PÎ | Ratio |
| - | ------------- | - | - | - | - | -- | -- | ----- | -- | -- | ----- |
| 1 | Polonia       | 4 | 2 | 2 | 0 | 6  | 0  | MAX   | 90 | 28 | 3,214 |
| 2 | Țările de Jos | 3 | 2 | 1 | 1 | 3  | 3  | 1,000 | 66 | 53 | 1,245 |
| 3 | RFG           | 2 | 2 | 0 | 2 | 0  | 6  | 0,000 | 15 | 90 | 0,167 |

## Faza finală

### Grupa pentru locurile 9-15
| L | Echipa  | P  | M | V | Î | SC | SP | Ratio | PP  | PÎ  | Ratio |
| - | ------- | -- | - | - | - | -- | -- | ----- | --- | --- | ----- |
| 1 | România | 12 | 6 | 6 | 0 | 18 | 0  | MAX   | 270 | 47  | 5,745 |
| 2 | RFG     | 11 | 6 | 5 | 1 | 15 | 5  | 3,000 | 254 | 201 | 1,264 |
| 3 | Italia  | 10 | 6 | 4 | 2 | 12 | 8  | 1,500 | 260 | 197 | 1,320 |
| 4 | Turcia  | 9  | 6 | 3 | 3 | 12 | 10 | 1,200 | 243 | 263 | 0,924 |
| 5 | Elveția | 8  | 6 | 2 | 4 | 8  | 15 | 0,533 | 219 | 302 | 0,725 |
| 6 | Belgia  | 7  | 6 | 1 | 5 | 5  | 15 | 0,333 | 180 | 257 | 0,700 |
| 7 | Suedia  | 6  | 6 | 0 | 6 | 1  | 18 | 0,056 | 122 | 281 | 0,434 |

### Grupa pentru locurile 1-8
| L | Echipa            | P  | M | V | Î | SC | SP | Ratio | PP  | PÎ  | Ratio |
| - | ----------------- | -- | - | - | - | -- | -- | ----- | --- | --- | ----- |
| 1 | Uniunea Sovietică | 14 | 7 | 7 | 0 | 21 | 0  | MAX   | 315 | 91  | 3,462 |
| 2 | Polonia           | 13 | 7 | 6 | 1 | 18 | 7  | 2,571 | 332 | 248 | 1,339 |
| 3 | Cehoslovacia      | 12 | 7 | 5 | 2 | 17 | 7  | 2,429 | 307 | 221 | 1,389 |
| 4 | RDG               | 11 | 7 | 4 | 3 | 13 | 10 | 1,300 | 276 | 255 | 1,082 |
| 5 | Ungaria           | 10 | 7 | 3 | 4 | 11 | 13 | 0,846 | 262 | 271 | 0,967 |
| 6 | Bulgaria          | 9  | 7 | 2 | 5 | 6  | 16 | 0,375 | 228 | 269 | 0,848 |
| 7 | Țările de Jos     | 8  | 7 | 1 | 6 | 6  | 18 | 0,333 | 200 | 329 | 0,608 |
| 8 | Israel            | 7  | 7 | 0 | 7 | 0  | 21 | 0,000 | 79  | 315 | 0,251 |

## Clasamentul final
| Loc | Echipă            |
| --- | ----------------- |
| 1   | Uniunea Sovietică |
| 2   | Polonia           |
| 3   | Cehoslovacia      |
| 4.  | RDG               |
| 5.  | Ungaria           |
| 6.  | Bulgaria          |
| 7.  | Țările de Jos     |
| 8.  | Israel            |
| 9.  | România           |
| 10. | RFG               |
| 11. | Italia            |
| 12. | Turcia            |
| 13. | Elveția           |
| 14. | Belgia            |
| 15. | Suedia            |

| Campionatul European de Volei feminin din 1967 Uniunea Sovietică Al șaselea titlu |